# Gavião-caracoleiro
Milhafre-bico-de-gancho ou gavião-caracoleiro (Chondrohierax uncinatus), também conhecido apenas como caracoleiro ou como gavião-de-bico-de-gancho, é uma ave accipitriforme da família Accipitridae, presente do México até a Argentina e em todo o Brasil. Chega a medir até 42 cm de comprimento, com plumagem variável, por vezes com partes superiores pardas e inferiores barradas de cinzento, loros com mancha laranja e olhos brancos. Recebe tal nome popular devido ao fato de se alimentar de aranhas, insetos e caramujos arborícolas e terrícolas que chegam a engolir inteiros sem danificar a casca, ao contrário do gavião-caramujeiro.

## Subespécies
São reconhecidas duas subespécies:
- Chondrohierax uncinatus uncinatus (Temminck, 1822) ocorre do sul dos Estados Unidos da América e oeste do México até o Brasil e norte da Argentina;
- Chondrohierax uncinatus mirus (Friedmann, 1934) ocorre na Ilha de Granada no Caribe.